# セイボウ上科
セイボウ上科（セイボウじょうか、学名： Chrysidoidea ）は、ハチ目ハチ亜目有剣類に属する分類群の1つ。有剣類の中で最も祖先的なグループと考えられている。寄生バチの仲間で、全世界に多くの種が分布するが、体長は多くは7ミリメートル以下、大きな種でも2センチメートルを超えない。他の昆虫に捕食寄生、一部は労働寄生する。
３つの大きな科（アリガタバチ科、セイボウ科、カマバチ科）と、あまり目につかない４つの小さな科（フサヒゲバチ科、クビナガバチ科、アリモドキバチ科、シロアリモドキヤドリバチ科）からなる。有剣類の他の上科とは、触角は雌雄とも同一の節数（10-13節）からなること（シロアリモドキヤドリバチ科では15-39節からなる）、背方から見て前胸背板は通常、中胸盾板の2倍以上の長さを持つこと、翅脈は退化しており、前翅では通常3室以下（最大8室）、後翅では通常1室あるいは室を作らない（最大3室）こと、後翅に翅垂をもたないことで区別される。
有剣類であるので、基本的にはメスは針で刺すが、刺されても人体に深刻な影響を及ぼすことはほぼない。ただしシバンムシアリガタバチのように衛生害虫とみなされる場合もある。